# Eesti Karikas 2017-2018
La Coppa d'Estonia 2017-2018 (in estone Eesti Karikas) è stata la 26ª edizione del torneo. La competizione è iniziata il 10 giugno 2017 ed è terminata il 19 maggio 2018. Il Levadia Tallinn ha vinto il trofeo per la nona volta nella sua storia.

## Formula del torneo
La griglia delle partite è stata stilata il 27 maggio 2017, giorno della finale dell'edizione precedente.
Gli accoppiamenti, così come il turno di ingresso nel torneo, sono sorteggiati in modo totalmente casuale e non ci sono teste di serie.
I sorteggi per il secondo turno sono stati effettuati il 28 giugno 2017.
| Turno                | Numero di incontri | Squadre | Entrano a questo turno | Data sorteggio   |
| -------------------- | ------------------ | ------- | --- | ---------------- |
| Primo turno          | 34                 | 98 → 64 | 6 squadre di Meistriliiga 5 squadre di Esiliiga 3 squadre di Esiliiga B 11 squadre di II Liiga 16 squadre di III Liiga 14 squadre di IV Liiga 13 squadre di Rahvaliiga | 27 maggio 2017   |
| Secondo turno        | 32                 | 64 → 32 | 4 squadre di Meistriliiga 4 squadre di Esiliiga 1 squadra di Esiliiga B 5 squadre di II Liiga 12 squadre di III Liiga 3 squadre di IV Liiga 1 squadra di Rahvaliiga    | 28 giugno 2017   |
| Sedicesimi di finale | 16                 | 32 → 16 | – | 27 luglio 2017   |
| Ottavi di finale     | 8                  | 16 → 8  | – | 17 agosto 2017   |
| Quarti di finale     | 4                  | 8 → 4   | – | 22 febbraio 2018 |
| Semifinali           | 2                  | 4 → 2   | – | 19 aprile 2018   |
| Finale               | 1                  | 2 → 1   | – | -                |

## Squadre partecipanti
Le 10 squadre della Meistriliiga 2017
- 6 al primo turno: FCI Tallinn, Flora Tallinn, Kalju Nõmme, Levadia Tallinn, Paide, Trans Narva.
- 4 al secondo turno: Kalev Sillamäe, Tammeka Tartu, Tulevik Viljandi, Vaprus Pärnu.

9 delle 10 squadre dell'Esiliiga 2017
- 5 al primo turno: FCI Tallinn U21, Flora Tallinn U21, Maardu, Tarvas Rakvere, Welco Tartu.
- 4 al secondo turno: Elva, Kalev Tallinn, Kuressaare, Santos Tartu.

4 delle 10 squadre dell'Esiliiga B 2017
- 3 al primo turno: Järve Kohtla-Järve, Joker Raasiku, Tammeka Tartu U21.
- 1 al secondo turno: Viimsi.

16 delle 28 squadre della II Liiga 2017
- 11 al primo turno: Ararat/TTÜ, Atli Raplamaa, Flora Tallinn U19, Ganvix Türi, Imavere/Forss, Nõmme United, Noorus-96 Jõgeva, Otepää, Piraaja Tallinn, Saue Laagri, Viimsi II.
- 5 al secondo turno: Järve Kohtla-Järve II, Levadia Tallinn U19, Maardu United, Narva United, TJK Legion.

28 squadre di III Liiga 2017
- 16 al primo turno: Eston Villa, Helios Tartu, Järva-Jaani, Kernu Kadakas, Kose, Lihula, Navi, Paide III, Pirita Reliikvia, Rada Kuusalu, Tääksi, Tannem Vastseliina, Tartu FC, Ülikool Fauna Tartu, Väätsa Vald, Wolves Jõgeva.
- 12 al secondo turno: Ambla, Castovanni Eagles, FC Lelle, Kalev Tallinn III, Koeru, Läänemaa, Loo, Poseidon Pärnu, Rumori Calcio, Suure-Jaani United, Volta Põhja-Tallinn, Zenit Tallinn.

17 squadre di IV Liiga 2017
- 14 al primo turno: Aliens Maardu, Anija, FCP Pärnu, Igiliikur Viimsi, Jalgpallihaigla, Kadrina, Lootos Põlva, Olympic Tallinn, Poseidon Pärnu II, Soccernet, Tarvas Rakvere 2, FC TransferWise, Wolves Jõgeva II, Zapoos Tallinn.
- 3 al secondo turno: Depoo Tallinn, Püsivus Kohila, Warrior Valga.

14 squadre di Rahvaliiga 2017
- 13 al primo turno: FC Elbato, Hiiu United, JK 32.Keskkoll, Kohtla-Nõmme, Lõvid Viimsi, NPM Silmet, Odratakkel, Õismäe Torm, Puhkus Mehhikos, Rasmus Värki JK, Raudteetöölised, Rumori Calcio II,  Wolves Tallinn.
- 1 al secondo turno: Lokomotiv Rapla.

## Primo turno
| Squadra 1         | Risultato       | Squadra 2          |
| ----------------- | --------------- | ------------------ |
| 10 giugno 2017    |                 |                    |
| Viimsi II         | 0 – 13          | Kalju Nõmme        |
| 11 giugno 2017    |                 |                    |
| Piraaja Tallinn   | 1 – 1 (7-8 dcr) | Aliens Maardu      |
| 15 giugno 2017    |                 |                    |
| Soccernet         | 1 – 3           | Kohtla-Nõmme       |
| 20 giugno 2017    |                 |                    |
| Pirita Reliikvia  | 1 – 5           | Tarvas Rakvere     |
| Flora Tallinn U21 | 10 – 0          | Rumori Calcio II   |
| Wolves Jõgeva II  | 3 – 2           | Õismäe Torm        |
| Anija             | 7 – 0           | Puhkus Mehhikos    |
| 21 giugno 2017    |                 |                    |
| Noorus-96 Jõgeva  | 4 – 1 (dts)     | Imavere/Forss      |
| Lihula            | 7 – 1           | FC Elbato          |
| Ülikool Fauna     | 1 – 0           | Lõvid Viimsi       |
| Saue Laagri       | 10 – 2          | Rasmus Värki JK    |
| NPM Silmet        | 2 – 0           | Igiliikur          |
| FCP Pärnu         | 1 – 4           | Ganvix Türi        |
| Kadrina           | 4 – 1           | Lootos Põlva       |
| Tartu             | 3 – 1           | Eston Villa        |
| Tarvas Rakvere 2  | 0 – 7           | Järve Kohtla-Järve |
| Flora Tallinn U19 | 5 – 0           | Tannem Vastseliina |
| Atli Rapla        | 0 – 1           | Welco Tartu        |
| Väätsa Vald       | 0 – 1           | Tääksi             |
| Navi              | 2 – 4 (dts)     | Rada Kuusalu       |
| Paide             | 27 – 0          | Hiiu United        |
| FC TransferWise   | 2 – 0           | Wolves Tallinn     |
| Kernu Kadakas     | 7 – 2           | Raudteetöölised    |
| Otepää            | 6 – 0           | Jalgpallihaigla    |
| Kose              | 1 – 10          | Joker Raasiku      |
| Tammeka Tartu U21 | 6 – 1           | Olympic Tallinn    |
| 22 giugno 2017    |                 |                    |
| FCI Tallinn       | 7 – 0           | FCI Tallinn U21    |
| Levadia Tallinn   | 3 – 0           | Nõmme United       |
| Trans Narva       | 6 – 1           | Maardu             |
| Paide III         | 12 – 1          | Poseidon Pärnu II  |
| Wolves Jõgeva     | 5 – 1           | Odratakkel         |
| Ararat/TTÜ        | 5 – 3 (dts)     | Zapoos Tallinn     |
| 28 giugno 2017    |                 |                    |
| Järva-Jaani       | 18 – 2          | JK 32.Keskkoll     |
| 17 luglio 2017    |                 |                    |
| Flora Tallinn     | 17 – 1          | Helios Tartu       |

## Secondo turno
| Squadra 1             | Risultato       | Squadra 2           |
| --------------------- | --------------- | ------------------- |
| 16 luglio 2017        |                 |                     |
| Kuressaare            | 12 – 0          | Kadrina             |
| 18 luglio 2017        |                 |                     |
| Järve Kohtla-Järve II | 0 – 8           | Flora Tallinn U21   |
| Kalev Tallinn         | 0 – 0 (5-6 dcr) | Tarvas Rakvere      |
| 19 luglio 2017        |                 |                     |
| Flora Tallinn U19     | 0 – 2           | Welco Tartu         |
| 23 luglio 2017        |                 |                     |
| Aliens Maardu         | 6 – 1           | Tääksi              |
| Maardu United         | 10 – 0          | Warrior Valga       |
| Wolves Jõgeva II      | 0 – 3           | Püsivus Kohila      |
| FC TransferWise       | 3 – 2 (dts)     | Ülikool Fauna       |
| FC Lelle              | 2 – 2 (4-2 dcr) | Kohtla-Nõmme        |
| 24 luglio 2017        |                 |                     |
| Viimsi                | 6 – 1           | Wolves Jõgeva       |
| Ganvix Türi           | 12 – 1          | Depoo Tallinn       |
| Kernu Kadakas         | 2 – 1           | Lokomotiv Rapla     |
| Castovanni Eagles     | 0 – 4           | FCI Tallinn         |
| Rada Kuusalu          | 2 – 1 (dts)     | Loo                 |
| 25 luglio 2017        |                 |                     |
| Kalev Sillamäe        | 1 – 2 (dts)     | Levadia Tallinn     |
| Levadia Tallinn III   | 3 – 0           | TJK Legion          |
| Paide                 | 7 – 3           | Noorus-96 Jõgeva    |
| Järva-Jaani           | 1 – 4           | Volta Põhja-Tallinn |
| Elva                  | 8 – 0           | Ararat/TTÜ          |
| Anija                 | 5 – 1           | Lihula              |
| Zenit Tallinn         | 5 – 2           | Otepää              |
| Kalev Tallinn III     | 1 – 5           | Tartu               |
| 26 luglio 2017        |                 |                     |
| Narva United          | 2 – 1           | Vaprus Pärnu        |
| Poseidon Pärnu        | 2 – 0           | Joker Raasiku       |
| Santos Tartu          | 0 – 3           | Paide III           |
| Trans Narva           | 8 – 0           | Suure-Jaani United  |
| Ambla                 | 1 – 4           | Läänemaa Haapsalu   |
| Rumori Calcio         | 6 – 0           | NPM Silmet          |
| Koeru                 | 0 – 1           | Kalju Nõmme         |
| 27 luglio 2017        |                 |                     |
| Järve Kohtla-Järve    | + -             | Saue Laagri         |
| 1º agosto 2017        |                 |                     |
| Tulevik Viljandi      | 1 – 0           | Tammeka Tartu       |
| 2 agosto 2017         |                 |                     |
| Tammeka Tartu U21     | 0 – 7           | Flora Tallinn       |

## Terzo turno
| Squadra 1           | Risultato       | Squadra 2           |
| ------------------- | --------------- | ------------------- |
| 6 agosto 2017       |                 |                     |
| Kuressaare          | 9 – 1           | Rada Kuusalu        |
| 8 agosto 2017       |                 |                     |
| Levadia Tallinn     | 3 – 1           | Paide               |
| Trans Narva         | 9 – 2           | Levadia Tallinn III |
| Maardu United       | 3 – 3 (4-2 dcr) | FC TransferWise     |
| FCI Tallinn         | 16 – 0          | Anija               |
| Püsivus Kohila      | 0 – 8           | Tulevik Viljandi    |
| Narva United        | 0 – 8           | Flora Tallinn       |
| 9 agosto 2017       |                 |                     |
| Viimsi              | 0 – 2           | Flora Tallinn U21   |
| Paide III           | 11 – 0          | Tartu               |
| Kalju Nõmme         | 8 – 0           | FC Lelle            |
| Tarvas Rakvere      | 4 – 0           | Poseidon Pärnu      |
| Läänemaa Haapsalu   | 2 – 1           | Ganvix Türi         |
| Rumori Calcio       | 3 – 2           | Kernu Kadakas       |
| Volta Põhja-Tallinn | 5 – 1           | Zenit Tallinn       |
| 30 agosto 2017      |                 |                     |
| Järve Kohtla-Järve  | 5 – 0           | Welco Tartu         |
| Aliens Maardu       | 0 – 3           | Elva                |

## Ottavi di finale
| Squadra 1           | Risultato       | Squadra 2          |
| ------------------- | --------------- | ------------------ |
| 19 settembre 2017   |                 |                    |
| Läänemaa Haapsalu   | 1 – 7           | FCI Tallinn        |
| Flora Tallinn       | 2 – 0           | Elva               |
| 20 settembre 2017   |                 |                    |
| Levadia Tallinn     | 7 – 0           | Järve Kohtla-Järve |
| Tulevik Viljandi    | + -             | Maardu United      |
| Kalju Nõmme         | 1 – 1 (5-4 dcr) | Paide III          |
| Rumori Calcio       | 0 – 6           | Kuressaare         |
| Volta Põhja-Tallinn | 0 – 3           | Flora Tallinn U21  |
| 27 settembre 2017   |                 |                    |
| Trans Narva         | 2 – 0 (dts)     | Tarvas Rakvere     |

## Quarti di finale
Il FCI Tallinn, confluito nel Levadia Tallinn al termine del 2017, è stato poi rifondato come terza squadra del Levadia, conservando il diritto di partecipare ai quarti di finale.
| Squadra 1         | Risultato | Squadra 2        |
| ----------------- | --------- | ---------------- |
| 17 aprile 2018    |           |                  |
| Kalju Nõmme       | 0 – 1     | Levadia Tallinn  |
| Trans Narva       | 6 – 0     | FCI Tallinn      |
| 18 aprile 2018    |           |                  |
| Kuressaare        | 0 – 7     | Flora Tallinn    |
| Flora Tallinn U21 | 7 – 3     | Tulevik Viljandi |

## Semifinali
| Squadra 1         | Risultato | Squadra 2       |
| ----------------- | --------- | --------------- |
| 8 maggio 2018     |           |                 |
| Trans Narva       | 0 – 5     | Levadia Tallinn |
| 9 maggio 2018     |           |                 |
| Flora Tallinn U21 | 3 – 9     | Flora Tallinn   |

## Finale
| Arbitro: | Kristo Tohver |

|             |           |  |
| Debelko 67’ | Marcatori |  |